# Contact des langues
Le contact linguistique se produit lorsque des locuteurs de deux ou plusieurs langues, ou variétés de langue, interagissent et s'influencent mutuellement. Il peut se produire aux frontières linguistiques, entre langues adstrates, ou à la suite d'une migration, avec une langue intrusive agissant soit comme superstrat, soit comme substrat. 
Le contact linguistique cause plusieurs phénomènes, dont la convergence linguistique, l'emprunt et la relexification. Il en résulte les pidgins, les créoles, la commutation de code et les langues mixtes. D'autres langues hybrides, comme l'anglais, n'entrent strictement dans aucune de ces catégories. 
Le multilinguisme fut probablement répandu dans une grande partie de l'histoire humaine, et au XXIe siècle, la majorité de la population mondiale est multilingue .

## Emprunt de vocabulaire
Le type d'influence linguistique le plus commun est l'échange de mots. L'emprunt contemporain de mots anglais dans d'autres langues est souvent cité, mais ce phénomène n'est ni nouveau, ni important par rapport aux normes historiques. L'importation à grande échelle de mots du latin, du français et d'autres langues vers l'anglais aux XVIe et XVIIe siècles était plus importante. Certaines langues comptent tant d'emprunts qu'elles sont à peine reconnaissables. L'arménien emprunta tant de mots aux langues iraniennes, par exemple, qu'il fut d'abord considéré comme une branche des langues indo-iraniennes. Pendant plusieurs décennies, il ne fut pas reconnu comme une branche indépendante des langues indo-européennes .  

## Adoption d'autres particularités linguistiques
L'influence peut aller plus loin, s'étendant à l'échange de caractéristiques fondamentales d'une langue, comme la morphologie et la grammaire . 
Le Népal Bhasa, par exemple, parlé au Népal, est une langue sino-tibétaine éloignée du chinois. Pendant plusieurs siècles, il eut tant de contact avec des langues indo-iraniennes voisines qu'il développa une flexion de nom, trait typique des langues indo-européennes, mais rare en sino-tibétain. Il absorbe également des caractéristiques grammaticales telles que les temps du verbe. 
En outre, le roumain est influencé par les langues slaves parlées par les tribus voisines au cours des siècles après la chute de l'Empire romain.   L'anglais compte quelques syntagmes, adaptés du français, dans lesquels l'adjectif suit le nom : court-martial, attorney-general, Lake Superior.

## Changement de langue
Le résultat du contact de deux langues peut être le remplacement de l'une par l'autre. Ce phénomène est plus fréquent lorsqu'une langue a une position sociale plus élevée, de prestige. Cela conduit parfois à la mise en danger ou à l'extinction d'une langue. 

## Influence par strate
Lorsque le changement de langue se produit, la langue remplacée (désignée substrat) peut profondément influencer la langue de remplacement (désignée superstrat). Les locuteurs du superstrat conservent ainsi des caractéristiques du substrat en transmettant la langue : une nouvelle variété se développe. Par exemple, le latin, remplaçant les langues locales en Gaule à l'époque romaine, est influencé par le gaulois et le germanique. La prononciation distincte de l'anglais irlandais parlé en Irlande provient en partie de l'influence du substrat de l'irlandais. En dehors de la famille indo-européenne, le copte, langue de l'Égypte ancienne, est un substrat de l'arabe égyptien . 

## Création de nouvelles langues: créolisation et langues mixtes
Le contact linguistique peut également conduire au développement de nouvelles langues, lorsque des populations sans langue commune interagissent étroitement. Ce contact peut conduire au développement d'un pidgin, qui peut éventuellement devenir une langue créole à part entière, à travers le processus de créolisation (bien que certains linguistes affirment qu'un créole n'a pas besoin d'émerger d'un pidgin). L'Aukan et le Saramaccan, parlés au Suriname, qui ont un vocabulaire principalement portugais, anglais et néerlandais, en sont des exemples.  
Un processus plus rare est la formation de langues mixtes. Alors que les créoles sont formés par des communautés dépourvues de langue commune, les langues mixtes sont formées par des communautés parlant couramment les deux langues. Elles ont tendance à hériter de la complexité (grammaticale, phonologique, etc.) de leurs langues parentes, alors que les créoles commencent comme des langues simples et se développent ensuite de manière plus indépendante. Ces communautés bilingues s'identifient autant aux deux cultures et cherchent à développer leur langue comme expression de leur  spécificité culturelle. 

## Influence mutuelle et non mutuelle
Le changement résultant d'un contact est souvent unilatéral. Le chinois, par exemple, eut un effet profond sur le développement du japonais, mais le chinois reste relativement libre de toute influence japonaise autre que certains termes réempruntés (on parle de Wasei kango (en)). En Inde, l'hindi et d'autres langues maternelles sont influencées par l'anglais, par des emprunts de vocabulaire de la vie quotidienne.   
Dans certains cas, le contact linguistique peut conduire à des échanges mutuels, pouvant être limités à une région géographique particulière. Par exemple, en Suisse, le français local est influencé par l'allemand et vice versa. En Écosse, le scots est fortement influencé par l'anglais et de nombreux termes scots ont été adoptés dans le dialecte régional anglais. 

## Hégémonie linguistique
L'influence d'une langue s'élargit à mesure que ses locuteurs gagnent en puissance. Le chinois, le grec, le latin, le portugais, le français, l'espagnol, l'arabe, le persan, le sanskrit, le russe, l'allemand et l'anglais connurent chacun des périodes de rayonnement et eurent des degrés variables d'influences sur les langues des régions sur lesquelles ils exercent une emprise. 
Depuis les années 1990 particulièrement, Internet, ainsi que des influences antérieures telles que la radio et la télévision, la communication téléphonique et les documents imprimés élargirent et changèrent les types d'influences des langues entre elles et avec la technologie.

## Changement dialectal et sous-culturel
Certaines formes de contact linguistique n'affectent qu'un segment particulier d'une communauté d'expression. Par conséquent, le changement peut ne se manifester que dans certains dialectes, jargons ou registres. L'anglais sud-africain, par exemple, est considérablement affecté par l'afrikaans en termes de lexique et de prononciation, mais les autres dialectes de l'anglais restent presque inchangés par l'afrikaans, excepté quelques mots d'emprunt. 
Dans certains cas, une langue développe un acrolecte. Par exemple, en Angleterre pendant une grande partie du Moyen Âge, le discours de la classe supérieure est considérablement influencé par le français, au point qu'il ressemblait souvent à un dialecte français. 

## Langues des signes
Le contact linguistique a lieu dans la plupart des communautés de sourds, entre langue des signes et langage oral dominant. Il peut également se produire entre deux ou plusieurs langues des signes, et les phénomènes de contact attendus se produisent : emprunt lexical, « accent » étranger, interférence, commutation de code, pidgins, créoles et systèmes mixtes. Cependant, même si langue parlée et langue des signes connaissent les mêmes phénomènes, l'interface entre les modes oral et signé produit des phénomènes uniques : alphabet digital, combinaison orthographe/signe, initialisation, mouvements labiaux (en), et contact entre signes (en).